# Dostarlimab
Le dostarlimab, vendu sous la marque Jemperli, est un anticorps monoclonal utilisé comme médicament pour le traitement du cancer de l'endomètre,,,. Le dostarlimab bloque le récepteur de mort cellulaire programmée 1 (PD-1),,.
Le dostarlimab a été approuvé pour un usage médical aux États-Unis (USA) et dans l'Union européenne (UE) en avril 2021,,,,,. En France, la Haute Autorité de santé n'a pas recommandé son remboursement en 2022, mais l'a autorisé en octobre 2023 dans le cancer de l'endomètre.
Le coût du médicament est très élevé en 2025 : 9,600 € par dose, le traitement nécessitant la prise de 9 doses en 6 mois.

## Mode d'action
Le dostarlimab se lie au récepteur PD-1 des cellules, et notamment des lymphocytes T, avec une forte affinité, pour bloquer leur activité avec les ligands PD-1 (PD-L1 et PD-L2). Lorsque PD-1 est constamment stimulé par des ligands PD-1, qui sont fortement exprimés dans les cellules cancéreuses, cela permet aux cellules cancéreuses d'esquiver les réponses immunitaires médiées par les lymphocytes T. Par conséquent, le blocage de la liaison de PD-1 à ces ligands peut permettre aux lymphocytes T de fonctionner normalement et empêcher les cellules tumorales de contourner la surveillance immunitaire.

## Efficacité
Le dostarlimab est particulièrement efficace lorsqu'il y a des tumeurs à fort taux de mutation dans les microsatellites (MSI-H), liées à une déficience de réparation du génome (dMMR) qui affecte environ 25% des cancers de l'endomètre. Ainsi, une étude phase 3 sur la survie à 24 mois de patients atteints du cancer de l'endomètre a conclu en 2023 que le risque de décès était réduit de 72% pour les patients touchés par dMMR, comparé à 36% pour l'ensemble de la population étudiée. 
Concernant le cancer colorectal du rectum dMMR, un essai préliminaire portant sur 12 patients, publié en 2022, a montré une rémission de six à vingt-cinq mois après le traitement, sans avoir besoin d'un autre traitement et avec une bien meilleure tolérance que le traitement standard à base de radiochimiothérapie et de chirurgie,. Un nouvel essai sur 103 patients à confirmé en 2025 une excellente survie.

## Effets secondaires
Les effets secondaires les plus fréquents signalés aux États-Unis sont la fatigue/asthénie, la nausée, la diarrhée, l'anémie et la constipation,. Les autres effets secondaires fréquents signalés dans l'UE sont les vomissements, les douleurs articulaires, les démangeaisons, les éruptions cutanées, la fièvre et l'hypothyroïdie (faibles niveaux d'hormones thyroïdiennes).